# Niersbach
Niersbach là một đô thị ở huyện Bernkastel-Wittlich, trong bang Rheinland-Pfalz, Đô thị Niersbach có diện tích 12,81 km², dân số thời điểm ngày 31 tháng 12 năm 2006 là 724 người.